# Abbaye de Pilis
L’abbaye de Pilis est une ancienne abbaye cistercienne, fondée au XIIe siècle et située en Hongrie, dans le comitat de Pest, le district de Szentendre et la commune de Pilisszentkereszt. En 1526, elle est détruite par les Ottomans.

## Histoire

### Fondation
L'abbaye est fondée en 1184 par le roi Béla III, qui fait venir des moines cisterciens de l'abbaye franc-comtoise d'Acey.

### Au Moyen Âge
La première épouse d'André II, Gertrude de Méran, après son assassinat, est enterrée à l'abbaye de Pilis.
Après 1358, un déclin assez notable de l'abbaye est attesté.

### La fin de l'abbaye
Après la bataille de Mohács, l'abbaye est occupée par les Ottomans est en grande partie détruite.

## Le site de Pilis
L'abbaye était construite à flanc de colline, sur une pente descendant d'est en ouest. L'orientation générale des bâtiments n'était pas strictement est-ouest, mais légèrement décalée vers le nord.
Le plan général de l'abbaye respectait globalement le plan habituel cistercien. Le cloître central était rectangulaire (vingt mètres sur vingt-cinq environ pour le jardin intérieur, trente mètres sur quarante en comptant le pourtour voûté), et non carré. La particularité de ce cloître était de compter une petite construction faisant saillie vers l'intérieur sur le côté méridional ; probablement une chapelle.
L'église abbatiale, d'environ soixante mètres de longueur extérieure pour vingt-cinq mètres de largeur au transept, présentait le plan typique d'une église cistercienne : longue nef (quatre travées principales, huit demi-travées pour les bas-côtés), chœur à chevet plat, entouré de deux chapelles de chaque côté.

## Filiation et dépendances
Pilis  est fille de l'abbaye Notre-Dame d'Acey